# Acalypha papillosa
Acalypha papillosa är en törelväxtart som beskrevs av Joseph Nelson Rose. Acalypha papillosa ingår i släktet akalyfor, och familjen törelväxter. Inga underarter finns listade i Catalogue of Life.